# Тімо Гельблінг
Тімо Гельблінг (нім. Timo Helbling, нар. 21 липня 1981, Базель) — швейцарський хокеїст, що грав на позиції захисника. Грав за збірну команду Швейцарії.

## Ігрова кар'єра
В юності Тімо виступав на Квебекському міжнародному хокейному турнірі 1995 року за команду з Цюриху.
Хокейну кар'єру розпочав на батьківщині 1998 року виступами за команду «Давос».
1999 року був обраний на драфті НХЛ під 162-м загальним номером командою «Нашвілл Предаторс». 
До 2005 року виступав здебільшого за клуби АХЛ та ІХЛ, один сезон відіграв за «Клотен Флаєрс». У сезоні 2005–06 Гельблінг дебютував у складі «Тампа-Бей Лайтнінг». Наступного сезону підписав контракт із «Вашингтон Кепіталс» хоча виступав здебільшого за фарм-клуб «Герші Берс». У середині сезону 2006–07 його разом з литовцем Дайнюсом Зубрусом обміняли на Їржі Новотного з «Баффало Сейбрс». Решту сезону Тімо провів у складі «Рочестер Американс».
Влітку 2007 року повернувася на батьківщину, де уклав контракт з клубом «Лугано». У 2010 році Тімо підписав угоду з фінською командою «Кярпят», відігравши до кінця сезону, після чемпіонату світу 2010 року через конфлікт з німецькими тренерами сторони розірвали угоду.
Два сезони відігравши за «Цуг» нападник перейшов до іншого швейцарського клубу «Фрібур-Готтерон». 2 квітня 2015 року «Фрібур-Готтерон» обміняв його на гравця «Берну» Раяна Гарднера.
11 вересня 2017 року Гельблінг був дискваліфікований на 6 ігор і оштрафований на 5400 швейцарських франків за удар судді під час гри проти «Давосу», який відбувся 8 вересня.
18 червня 2018 року Гельблінг уклав однорічну угоду з клубом «Рапперсвіль-Йона Лейкерс». Завершив ігрову кар'єру наприкінці сезону 9 квітня 2019 року.
Був гравцем молодіжної збірної Швейцарії, у складі якої брав участь у 14 матчах. Виступав за національну збірну Швейцарії, на головних турнірах світового хокею провів 18 ігор в її складі.

## Нагороди та досягнення
- Чемпіон Швейцарії в складі «Берну» — 2016.

## Статистика

### Клубні виступи
| Сезон        | Клуб                       | Ліга         | Регулярний сезон | Регулярний сезон | Регулярний сезон | Регулярний сезон | Регулярний сезон | Плей-оф | Плей-оф | Плей-оф | Плей-оф | Плей-оф |
| Сезон        | Клуб                       | Ліга         | І                | Г                | П                | О                | ШХ               | І       | Г       | П       | О       | ШХ      |
| ------------ | -------------------------- | ------------ | ---------------- | ---------------- | ---------------- | ---------------- | ---------------- | ------- | ------- | ------- | ------- | ------- |
| 1998–99      | «Давос»                    | НЛА          | 44               | 0                | 0                | 0                | 8                | 4       | 0       | 0       | 0       | 0       |
| 1999–00      | «Давос»                    | НЛА          | 44               | 0                | 0                | 0                | 49               | 5       | 0       | 0       | 0       | 0       |
| 2000–01      | Віндзор Спітфайрс          | ОХЛ          | 54               | 7                | 14               | 21               | 90               | 7       | 0       | 2       | 2       | 11      |
| 2000–01      | «Мілвокі Едміралс»         | ІХЛ          | —                | —                | —                | —                | —                | 1       | 0       | 0       | 0       | 0       |
| 2001–02      | «Мілвокі Едміралс»         | АХЛ          | 67               | 2                | 6                | 8                | 59               | —       | —       | —       | —       | —       |
| 2002–03      | «Толедо Сторм»             | ХЛСУ         | 35               | 3                | 8                | 11               | 75               | 7       | 0       | 1       | 1       | 2       |
| 2002–03      | «Мілвокі Едміралс»         | АХЛ          | 23               | 0                | 1                | 1                | 37               | —       | —       | —       | —       | —       |
| 2003–04      | «Мілвокі Едміралс»         | АХЛ          | 37               | 0                | 2                | 2                | 46               | —       | —       | —       | —       | —       |
| 2003–04      | «Юта Гріззліс»             | АХЛ          | 23               | 3                | 2                | 5                | 47               | —       | —       | —       | —       | —       |
| 2004–05      | «ЕХК Клотен»               | НЛА          | 44               | 2                | 9                | 11               | 118              | —       | —       | —       | —       | —       |
| 2005–06      | Спрингфілд Фелконс         | АХЛ          | 60               | 7                | 14               | 21               | 56               | —       | —       | —       | —       | —       |
| 2005–06      | «Тампа-Бей Лайтнінг»       | НХЛ          | 9                | 0                | 1                | 1                | 6                | —       | —       | —       | —       | —       |
| 2006–07      | «Герші Берс»               | АХЛ          | 49               | 1                | 16               | 17               | 106              | —       | —       | —       | —       | —       |
| 2006–07      | «Вашингтон Кепіталс»       | НХЛ          | 2                | 0                | 0                | 0                | 2                | —       | —       | —       | —       | —       |
| 2006–07      | «Рочестер Американс»       | АХЛ          | 20               | 0                | 8                | 8                | 50               | 6       | 2       | 0       | 2       | 6       |
| 2007–08      | «Лугано»                   | НЛА          | 49               | 3                | 11               | 14               | 127              | —       | —       | —       | —       | —       |
| 2008–09      | «Лугано»                   | НЛА          | 49               | 2                | 9                | 11               | 136              | 7       | 0       | 1       | 1       | 12      |
| 2009–10      | «Лугано»                   | НЛА          | 46               | 1                | 6                | 7                | 168              | 4       | 0       | 0       | 0       | 10      |
| 2010–11      | «Лугано»                   | НЛА          | 17               | 0                | 0                | 0                | 26               | —       | —       | —       | —       | —       |
| 2010–11      | «Кярпят»                   | СМ-Л         | 39               | 2                | 3                | 5                | 46               | 3       | 0       | 0       | 0       | 6       |
| 2011–12      | «Цуг»                      | НЛА          | 45               | 2                | 6                | 8                | 108              | 9       | 0       | 2       | 2       | 16      |
| 2012–13      | «Цуг»                      | НЛА          | 48               | 3                | 7                | 10               | 68               | 14      | 1       | 2       | 3       | 45      |
| 2013–14      | «Фрібур-Готтерон»          | НЛА          | 46               | 3                | 8                | 11               | 116              | 10      | 1       | 2       | 3       | 12      |
| 2014–15      | «Фрібур-Готтерон»          | НЛА          | 45               | 2                | 10               | 12               | 86               | —       | —       | —       | —       | —       |
| 2015–16      | «Берн»                     | НЛА          | 50               | 4                | 19               | 23               | 54               | 13      | 2       | 1       | 3       | 24      |
| 2016–17      | «Цуг»                      | НЛА          | 40               | 3                | 3                | 16               | 89               | 4       | 1       | 1       | 2       | 16      |
| 2017–18      | «Цуг»                      | НЛА          | 28               | 1                | 2                | 3                | 24               | 5       | 0       | 0       | 0       | 10      |
| 2018–19      | «Рапперсвіль-Йона Лейкерс» | НЛА          | 26               | 1                | 3                | 4                | 28               | —       | —       | —       | —       | —       |
| Усього в НЛА | Усього в НЛА               | Усього в НЛА | 621              | 27               | 101              | 128              | 1205             | 87      | 5       | 13      | 18      | 173     |
| Усього в НХЛ | Усього в НХЛ               | Усього в НХЛ | 11               | 0                | 1                | 1                | 8                | —       | —       | —       | —       | —       |

### Збірна
| Рік                | Команда            | Турнір             | Місце              | І  | Г | П | О | ШХ |
| ------------------ | ------------------ | ------------------ | ------------------ | -- | - | - | - | -- |
| 1999               | Швейцарія          | ЮЧС18              | 4-е                | 7  | 1 | 0 | 1 | 35 |
| 2000               | Швейцарія          | МЧС                | 6-е                | 7  | 0 | 2 | 2 | 16 |
| 2001               | Швейцарія          | МЧС                | 6-е                | 7  | 1 | 1 | 2 | 10 |
| 2006               | Швейцарія          | ЧС                 | 9-е                | 4  | 0 | 0 | 0 | 2  |
| 2010               | Швейцарія          | ЧС                 | 5-е                | 7  | 0 | 1 | 1 | 25 |
| 2015               | Швейцарія          | ЧС                 | 8-е                | 7  | 0 | 0 | 0 | 8  |
| Молодіжна збірна   | Молодіжна збірна   | Молодіжна збірна   | Молодіжна збірна   | 21 | 2 | 3 | 5 | 61 |
| Національна збірна | Національна збірна | Національна збірна | Національна збірна | 18 | 0 | 1 | 1 | 35 |